# フランチェスコ・カムッソ
フランチェスコ・カムッソ（Francesco Camusso、1908年3月9日 - 1995年6月23日）は、イタリア、クミアーナ出身の元自転車競技（ロードレース）選手。1931年のジロ・デ・イタリア総合優勝者である。

## 経歴
現役時代、クライマーとして名を馳せた。
1931年、ジロ・デ・イタリア総合優勝、区間1勝
1932年、ツール・ド・フランス総合3位、区間1勝。
1934年、ジロ・デ・イタリア総合2位、区間1勝。ツール・ド・スイス総合2位、山岳賞、区間1勝。ミラノ〜サンレモ3位。
1935年、ツール・ド・フランス区間1勝。
1937年、ツール・ド・フランス総合4位、区間1勝。
1938年引退。